# Cindy Axne

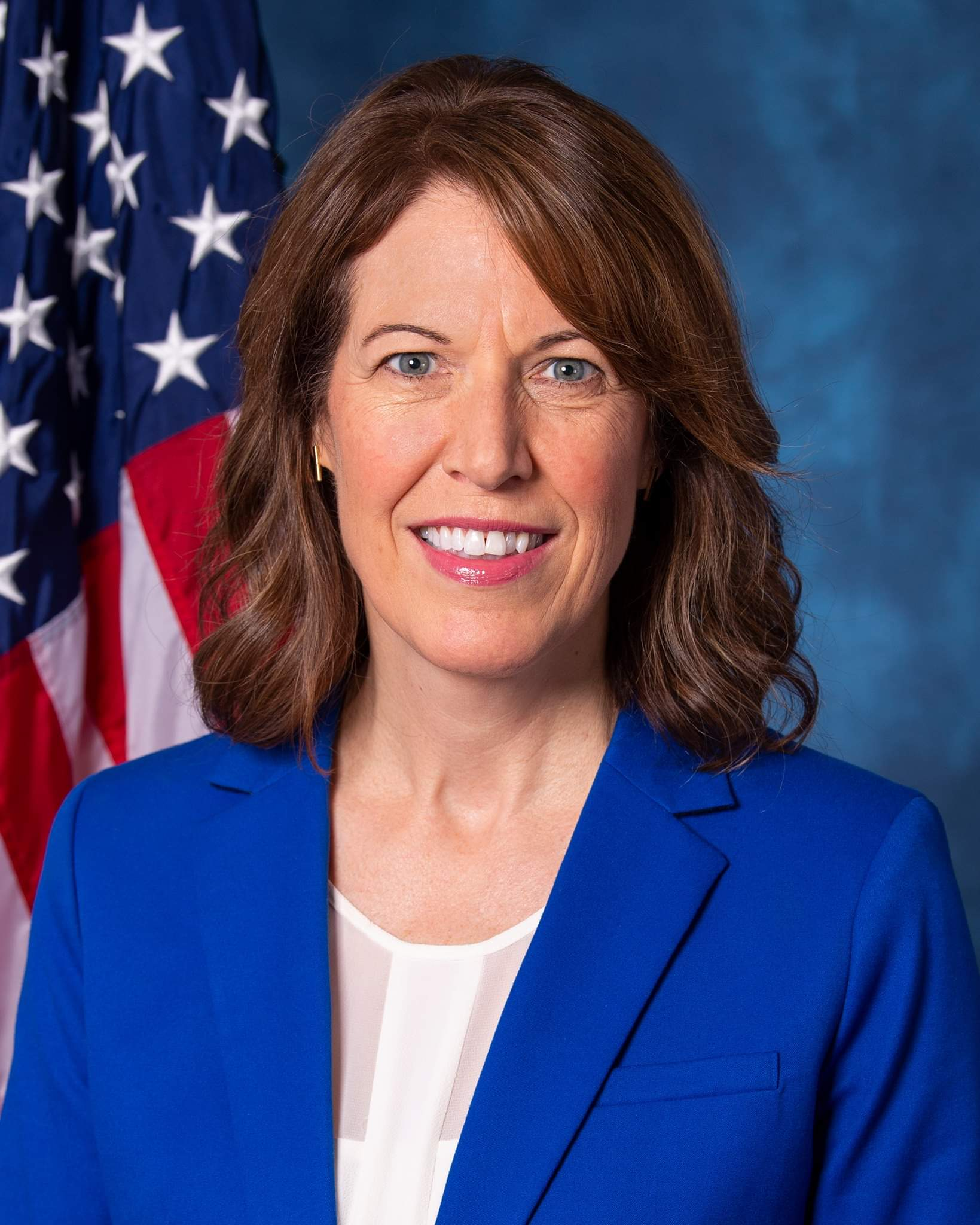
Cindy Axne (2019)

Cynthia Lynne „Cindy“ Axne (* 20. April 1965 in Grand Rapids, Michigan) ist eine US-amerikanische Politikerin der Demokratischen Partei. Vom 3. Januar 2019 bis zum 3. Januar 2023 vertrat sie den 3. Kongresswahlbezirk des Bundesstaates Iowa im US-Repräsentantenhaus.

## Familie, Ausbildung und Beruf
Axne wurde in Grand Rapids im Bundesstaat Michigan geboren. Mit ihren Eltern, Terry und Joanne Wadle, zog sie kurz darauf nach West Des Moines in Iowa. Dort besuchte sie die High School. An der University of Iowa studierte sie Journalismus und schloss dieses Studium mit einem Bachelor of Arts ab. Ihren Master of Business Administration erhielt sie an der Northwestern University.
Nach dem abgeschlossenen Studium war sie für die Tribune Company in den Bereichen Strategische Planung und Führungskräfteentwicklung tätig. Von 2005 bis 2014 war sie für die Regierung des Bundesstaates Iowa in mehreren Ämtern in der Verwaltung tätig. Nach ihrer Wahlniederlage 2022 arbeitet sie im US-Agrarministerium.
Axne lebt mit ihrem Mann John und den beiden Söhnen in West Des Moines.

## Politische Laufbahn
Axne ist Mitglied der Demokratischen Partei. Sie kandidierte bei den Vorwahlen ihrer Partei für die Nominierung im 3. Kongresswahlbezirk von Iowa und setzte sich mit 57,91 % der abgegebenen Stimmen durch.
Bei der Hauptwahl am 6. November 2018 setzte sie sich gegen den republikanischen Amtsinhaber David Young mit 49 % der abgegebenen Stimmen bei knapp 5000 Stimmen Vorsprung durch. Sie trat ihr Amt als Abgeordnete am 3. Januar 2019 an. Gemeinsam mit der ebenfalls 2018 gewählten Abby Finkenauer entsandte Iowa mit Axne und Finkenauer erstmals Frauen in das US-Repräsentantenhaus. Bei der Kongresswahl 2020 konnte Axne sich erneut gegen Young durchsetzen. Bei der Kongresswahl 2022 unterlag sie wiederum ihrem Herausforderer, dem republikanischen Staatssenator und Air-Force-Veteranen Zach Nunn. Axne schied damit am 3. Januar 2023 aus dem Repräsentantenhaus aus.